# 2003 في المغرب
فيما يلي قوائم الأحداث التي وقعت خلال عام 2003 في المغرب.

## سياسة

### تعيين في المنصب
- 29 أبريل – عبد القادر لشهب سفير المغرب لدى اليابان.
- 29 أبريل – عمر زنيبر سفير المغرب لدى النمسا.

## أفلام
من الأفلام التي صدرت هذه السنة في المغرب:
- 1 يناير – ألف شهر من إخراج فوزي بنسعيدي.
- 1 يناير – العيون الجافة من إخراج نرجس النجار.
- 1 يناير – رجاء من إخراج جاك دويلون.
- 1 يناير – قسم رقم 8

## مواليد

### مايو
- 8 مايو – الحسن بن محمد

## وفيات

### يناير
- 1 يناير – محمد حجي (مواليد 1923) كاتب مغربي.

### مايو
- 11 مايو – أحمد معنينو (مواليد 1906)

### أكتوبر
- 14 أكتوبر – محمد البصري (مواليد 1930) سياسي مغربي.

### نوفمبر
- 15 نوفمبر – محمد شكري (مواليد 1935) كاتب مغربي.